# Vega (cantante)
Vega, pseudonimo di Mercedes Mígel Carpio (Cordova, 18 febbraio 1979), è una cantautrice spagnola.
Originaria dell'Andalusia, è salita alla ribalta grazie alla partecipazione alla seconda edizione del programma televisivo Operación Triunfo (2002). Ha avuto molto successo in patria nel 2003 col singolo Quiero ser tú e con l'album India.

## Discografia
Album
- 2003 - India
- 2006 - Circular
- 2007 - Circular: Cómo girar sin dar la vuelta
- 2009 - Metamorfosis
- 2011 - La cuenta atrás
- 2013 - Wolverines
- 2017 -Non ho l'età